# Championnat National 1 A 1993/94
Die Saison 1993/94 des Championnat National 1 A war die 20. Ausspielung der französischen Frauenfußballmeisterschaft seit der offiziellen Anerkennung des Frauenfußballs durch die FFF, den Fußballverband Frankreichs, im Jahr 1970 und der ersten Austragung in der Saison 1974/75. Als Championnat National 1 A wurde von 1992 bis 2002 die landesweite höchste Liga bezeichnet.
Die Vorjahresmeisterinnen des FC Lyon konnten ihren Titel nicht verteidigen; den gewann in diesem Jahr der Juvisy FCF zum zweiten Mal in seiner Vereinsgeschichte.

## Qualifikation und Austragungsmodus
Für die Teilnahmeberechtigung wurde ausschließlich das Abschneiden der Frauschaften in der Vorsaison berücksichtigt. Es qualifizierten sich die Teams, die darin einen der ersten neun Plätze belegt hatten, sowie drei Aufsteiger aus dem Championnat National 1 B, der zweiten Liga. Somit spielten in dieser Ligasaison folgende Frauschaften um den Titel:
- aus dem Nordosten: FCF Hénin-Beaumont, ASPTT Strasbourg
- aus dem Zentrum: Juvisy FCF, Aufsteiger CS Blanc-Mesnil, JS Poissy, VGA Saint-Maur
- aus dem Westen: FCF Condé-sur-Noireau, Aufsteiger Stade Quimper, Chaffoteaux Sports Saint-Brieuc, ASJ Soyaux
- aus dem Süden: Titelverteidiger FC Lyon, Aufsteiger Omnium Sports Monaco

Die Meisterschaft wurde in einer doppelten Punkterunde entschieden, in der jeder Verein in Heim- und Auswärtsspiel gegen jeden anderen antrat. Es galt die Zwei-Punkte-Regel; bei Punktgleichheit gab zunächst der direkte Vergleich und anschließend gegebenenfalls die bessere Gesamt-Tordifferenz den Ausschlag. Am Ende der Saison mussten die drei Tabellenletzten absteigen und wurden für die kommende Spielzeit durch die Gruppensieger der drei zweitklassigen Spielstaffeln ersetzt.
Erst ab dieser Saison betrug die Spieldauer 90 Minuten, nachdem ein Frauenfußballmatch in Frankreich anfangs nur 70 und ab 1979 80 Minuten dauerte.

## Ergebnisse, Tabelle und Saisonverlauf
Die Resultate der Heimspiele lassen sich in der Kreuztabelle jeweils in der waagerechten Zeile, diejenigen der Auswärtsspiele in der senkrechten Spalte ablesen.
|                       | FCF Con | FCF H-B | FCF Juv | CS B-M | FC Lyo | OS Mon | JS Poi | Sta Qui | ASJ Soy | CS StB | VGA StM | ASP Str |
| FCF Condé-sur-Noireau |         | 0:5     | 2:3     | 2:1    | 0:4    | 4:1    | 0:0    | 2:4     | 3:2     | 4:1    | 2:0     | 5:1     |
| FCF Hénin-Beaumont    | 3:3     |         | 1:1     | 1:0    | 1:1    | 4:0    | 0:0    | 2:4     | 7:0     | 3:4    | 0:1     | 1:0     |
| Juvisy FCF            | 7:1     | 2:1     |         | 10:1   | 2:1    | 2:0    | 2:0    | 0:0     | 2:1     | 2:0    | 1:1     | 2:1     |
| CS Blanc-Mesnil       | 3:2     | 0:1     | 0:3     |        | 0:2    | 2:2    | 2:0    | 0:1     | 3:1     | 2:2    | 0:6     | 1:4     |
| FC Lyon               | 2:0     | 1:2     | 1:5     | 6:1    |        | 2:0    | 1:0    | 4:1     | 0:0     | 1:3    | 1:0     | 2:1     |
| Omnium Sports Monaco  | 3:2     | 2:3     | 1:5     | 2:1    | 2:5    |        | 2:0    | 5:2     | 1:5     | 2:3    | 0:4     | 2:3     |
| JS Poissy             | 3:0     | 1:0     | 2:1     | 1:0    | 0:3    | 1:3    |        | 3:2     | 0:1     | 1:0    | 1:0     | 1:1     |
| Stade Quimper         | 1:1     | 1:4     | 1:6     | 1:0    | 1:4    | 1:3    | 1:1    |         | 2:5     | 0:3    | 1:1     | 1:2     |
| ASJ Soyaux            | 2:1     | 1:0     | 0:0     | 3:2    | 3:2    | 4:0    | 2:1    | 0:0     |         | 4:0    | 1:0     | 1:2     |
| CS Saint-Brieuc       | 1:1     | 5:6     | 0:1     | 5:2    | 1:1    | 7:2    | 1:4    | 4:1     | 3:0     |        | 1:3     | 2:3     |
| VGA Saint-Maur        | 1:1     | 1:1     | 3:4     | 2:3    | 2:0    | 1:1    | 1:1    | 0:2     | 0:0     | 1:1    |         | 0:1     |
| ASPTT Strasbourg      | 2:1     | 1:0     | 1:1     | 2:3    | 0:0    | 1:0    | 3:3    | 6:0     | 2:1     | 2:2    | 2:2     |         |

| Pl. | Frauschaft            | Sp | G  | U | V  | Tore  | Diff. | Pkte.   |
| --- | --------------------- | -- | -- | - | -- | ----- | ----- | ------- |
| 1.  | Juvisy FCF            | 22 | 16 | 5 | 1  | 62:19 |       | 37:07   |
| 2.  | FC Lyon (TV)          | 22 | 12 | 4 | 6  | 44:25 | +19 a | 28:16   |
| 3.  | ASPTT Strasbourg      | 22 | 11 | 6 | 5  | 41:31 | +10 a | 28:16   |
| 4.  | ASJ Soyaux            | 22 | 11 | 4 | 7  | 37:31 |       | 26:18   |
| 5.  | FCF Hénin-Beaumont    | 22 | 10 | 5 | 7  | 46:29 | +17 b | 22:22 c |
| 6.  | JS Poissy             | 22 | 8  | 6 | 8  | 24:26 | −02 b | 22:22   |
| 7.  | CS Saint-Brieuc       | 22 | 8  | 5 | 9  | 49:46 |       | 21:23   |
| 8.  | VGA Saint-Maur        | 22 | 5  | 9 | 8  | 30:25 |       | 19:25   |
| 9.  | FCF Condé-sur-Noireau | 22 | 6  | 5 | 11 | 37:50 |       | 17:27   |
| 10. | Stade Quimper (N)     | 22 | 5  | 5 | 12 | 28:56 |       | 15:29   |
| 11. | CS Blanc-Mesnil (N)   | 22 | 5  | 2 | 15 | 27:59 |       | 12:32   |
| 12. | OS Monaco (N)         | 22 | 6  | 2 | 14 | 34:62 |       | 11:33 c |

Die Frauen aus Juvisy-sur-Orge setzten sich souverän gegen ihre Konkurrentinnen durch und standen frühzeitig als neue Meister fest. Lediglich Poissy war es gelungen, dem JFCF eine Niederlage beizubringen, der am Ende auch den deutlich erfolgreichsten Angriff und die am schwersten zu überwindende Abwehr aufwies. Mit sieben und mehr Punkten Abstand folgten dahinter vier Frauschaften, die allesamt zu wenig konstant auftraten: Lyon gab nicht nur gegen die anderen Topteams zu viele Punkte ab – insbesondere auch vor heimischem Publikum –, Strasbourg leistete sich zuhause zu viele Unentschieden, Soyaux zeigte zwei völlig unterschiedliche Gesichter – in Heimspielen lediglich eine Niederlage (gegen Strasbourg) bei bloß acht Gegentreffern, auswärts nur drei Siege – und Hénin-Beaumont hatte einen während der Saison verhängten Abzug von drei Punkten hinzunehmen.
Am torreichsten ging es, über die gesamte Saison gesehen, bei den Begegnungen zu, an denen Saint-Brieuc – zweitbester Angriff, aber auch eine besonders „einladende“ Abwehrreihe – beteiligt war. In der unteren Tabellenregion waren alle drei Aufsteiger sowie die Spielerinnen des „Dorfvereins“ aus Condé zu finden, wobei die Bretoninnen von Stade Quimper nur auswärts nennenswert punkten konnten (dort vier ihrer fünf Saisonsiege), während Condé umgekehrt von seinen elf Reisen sieglos heimkehrte. Monaco war wie Hénin von der zu dieser Spielzeit eingeführten, rigiden Verbandspolitik bezüglich der Schaffung eines den Frauenfußball stärkenden „Unterbaues“ im Nachwuchsbereich betroffen, was die Mannschaft aus dem Fürstentum letztlich sogar auf den zwölften Tabellenrang zurückwarf.
Zur folgenden Spielzeit kamen als Aufsteiger aus der zweiten Division die US Orléans, Paris Saint-Germain FC und der Toulouse Olympique Aérospatial Club neu hinzu.